# Château de Royon
Le château de Royon est un château situé sur la commune de Royon, dans le département du Pas-de-Calais.

## Galerie

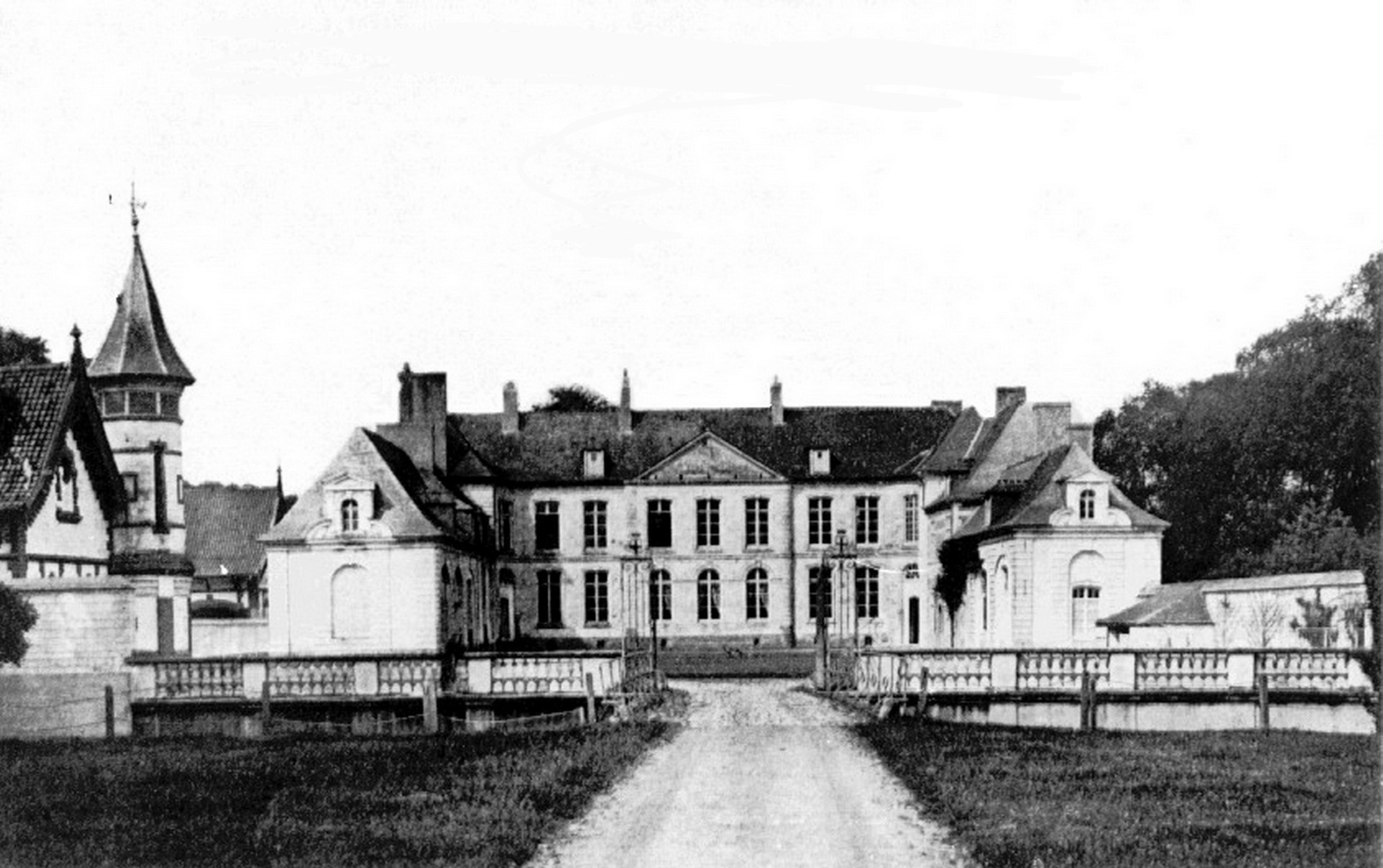
Royon : le château (Louis XV) avant sa destruction pendant la dernière guerre.
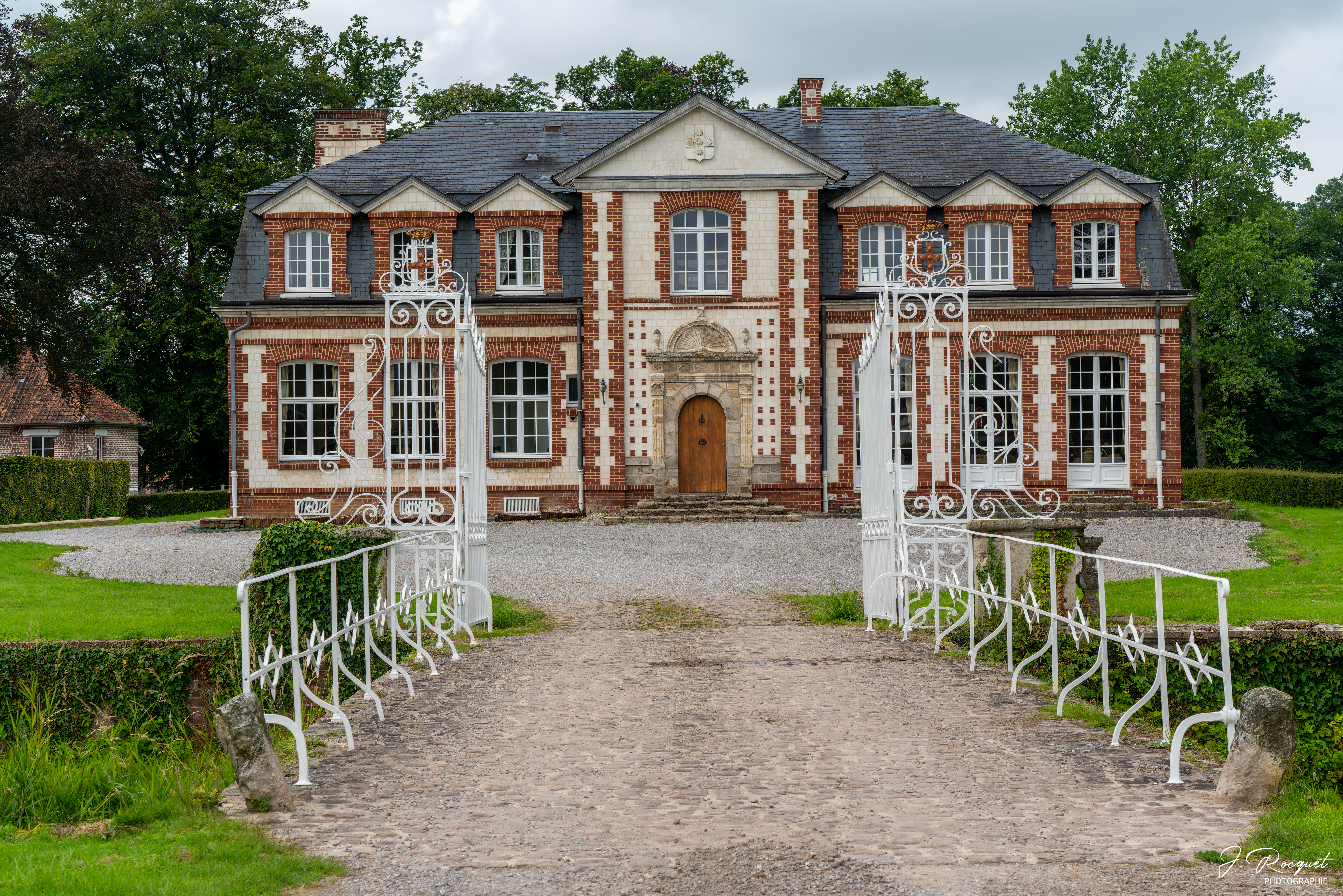
Détruit en 1944, Le château a été reconstruit vers 1960.